# Le Plessis-Dorin
Le Plessis-Dorin is een gemeente in het Franse departement Loir-et-Cher (regio Centre-Val de Loire) en telt 202 inwoners (1999). De plaats maakt deel uit van het arrondissement Vendôme.

## Geografie
De oppervlakte van Le Plessis-Dorin bedraagt 14,5 km², de bevolkingsdichtheid is 13,9 inwoners per km².
De onderstaande kaart toont de ligging van Le Plessis-Dorin met de belangrijkste infrastructuur en aangrenzende gemeenten.

## Demografie
Onderstaande figuur toont het verloop van het inwonertal (bron: INSEE-tellingen).